# Dhiraj Bommadevara
Dhiraj Bommadevara (né le 4 septembre 2001 à Vijayawada) est un archer indien. Il représente l'Inde dans les épreuves individuelles et par équipes d'arc classique hommes. Chez les hommes classiques, il est classé 15ème au classement mondial. Il participe aux Jeux olympiques d'été de 2024 à Paris. En préparation des Jeux olympiques de juin 2024, il a remporté une médaille de bronze à la Coupe du monde 2024 à Antalya.